# Goldene Elf

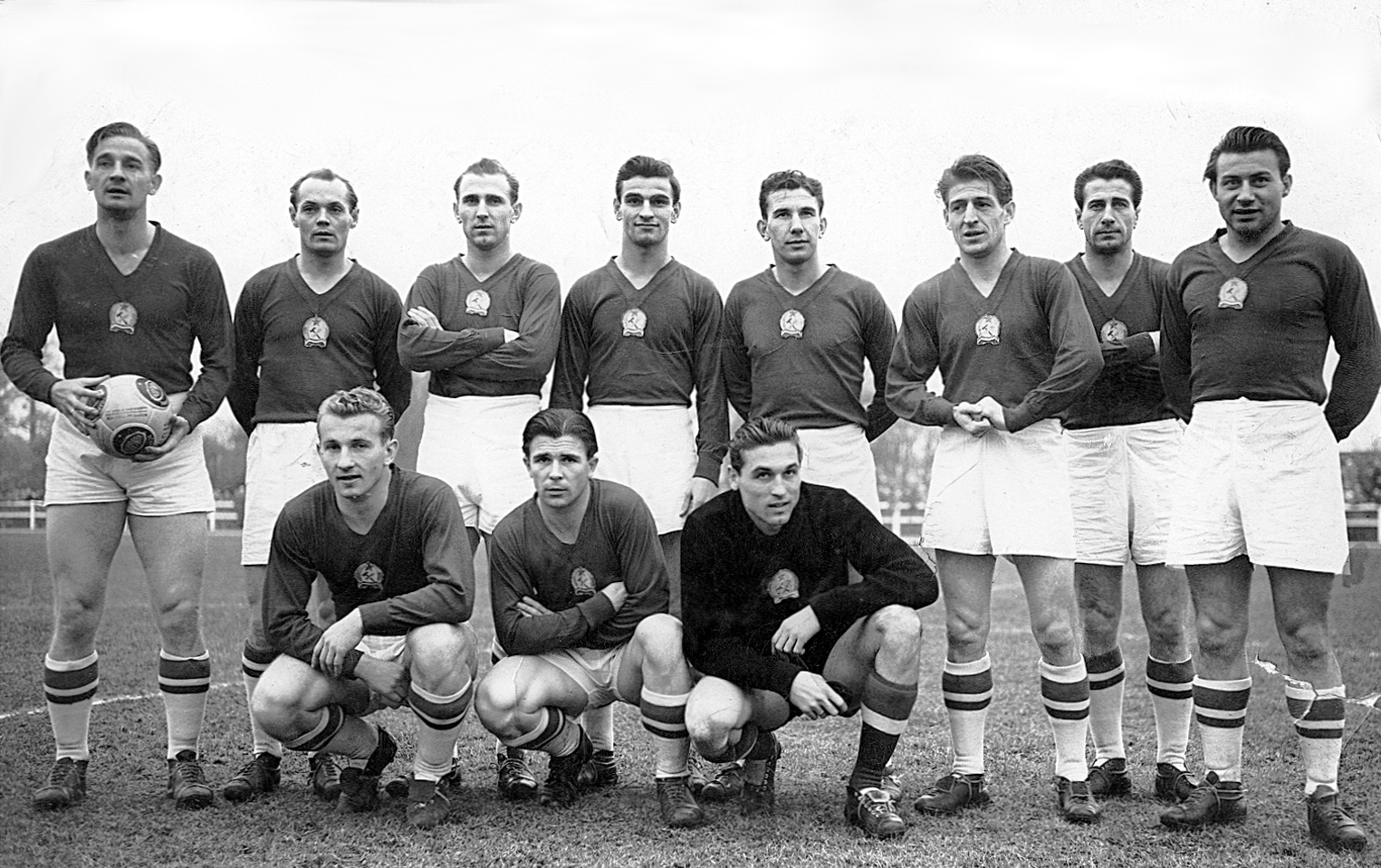
Die Goldene Elf (1953)
hinten: Gyula Lóránt, Jenő Buzánszky, Nándor Hidegkuti, Sándor Kocsis, József Zakariás, Zoltán Czibor, József Bozsik, László Budai
vorn: Mihály Lantos, Ferenc Puskás, Gyula Grosics

Als Goldene Elf (ungarisch Aranycsapat) wird die ungarische Fußballnationalmannschaft von 1950 bis 1956 bezeichnet. Zwischen dem 4. Juni 1950 und dem 4. Juli 1954 blieb die Mannschaft in 32 Pflichtspielen in Folge unbesiegt.

## Mannschaft
1949 wurde Gusztáv Sebes zum Nationaltrainer Ungarns ernannt. Rund um Kapitän Ferenc Puskás formte er die Nationalmannschaft zur besten ungarischen Mannschaft, die es je gab. Die Aufstellung dieser legendären Mannschaften kannten zahlreiche ungarische Bürger und auch viele Fußballinteressierte im Ausland auswendig: Grosics, Buzánszky, Lóránt, Lantos, Bozsik, Zakariás, Budai, Kocsis, Hidegkuti, Puskás, Czibor. Drei der Auswahlspieler waren donauschwäbischer Herkunft, deren Nachnamen magyarisiert wurden: Sandro Wagner als Sándor Kocsis, Ferdinand Kaltenbrunner als Nándor Hidegkuti und Franz Purzeld als Ferenc Puskás. Herausragende Spieler waren Linkshalbstürmer Puskás (Kapitän), Mittelfeldregisseur Bozsik, Kopfballspezialist Kocsis, Mittelstürmer Hidegkuti, Linksaußen Czibor und Torwart Grosics. Den Kern der Mannschaft bildeten Akteure der großen Budapester Klubs MTK und Honvéd. Bis 1951 gehörte auch der Abwehrspieler Sándor Szűcs zur Mannschaft. Er wurde 1951 hingerichtet, weil er versucht hatte, Ungarn zu verlassen, was anschließend kein weiterer Nationalspieler wagte.
Die Mannschaft wurde von Gusztáv Sebes trainiert, der im Wesentlichen drei fußballerische Reformen durchgeführt hatte: Er hatte neue Fitnesskonzepte für seine Mannschaft eingeführt, er spielte mit einer hängenden Spitze, einem Mittelstürmer, der sich die Bälle auch aus dem Mittelfeld holte und der auch gegen den Ball arbeitete. Weiterhin vertrat Sebes die Idee des flexiblen Fußballers: Jeder sollte verschiedene Aufgaben erfüllen können; so sollten beispielsweise Verteidiger beim Angriff ins Mittelfeld nachrücken und den Gegner weiter unter Druck setzen. Gelegentlich agierte selbst Torhüter Grosics als ein zusätzlicher Verteidiger, da er weit aus seinem Tor kam und auch fußballerisches Talent hatte. Während Sebes’ Zeit spielten die meisten Mannschaften in der sogenannten WM-Formation, wo der Mittelstürmer im Zentrum zweier Flügelstürmer die Angriffslinien bildete. Im Konzept der goldenen Elf ließen sich alle drei Stürmer ins Mittelfeld zurückfallen, was ein sehr flexibles 2-3-3-2-System ermöglichte. Stürmer konnten schneller zwischen Angriff und Verteidigung wechseln und Verteidiger übernahmen Aufgaben des Angriffs mit. Die goldene Elf vertrat damit als eine der ersten das Konzept des totalen Fußballs, welches in den 1970er Jahren vor allem die Niederländer um Johan Cruyff und Ruud Krol prägen sollten.

“Wenn wir angriffen, griff jeder mit an, wenn wir verteidigten, war es das Gleiche. Wir waren der Prototyp des totalen Fußballs.”

## Olympia- und Europapokalsieg

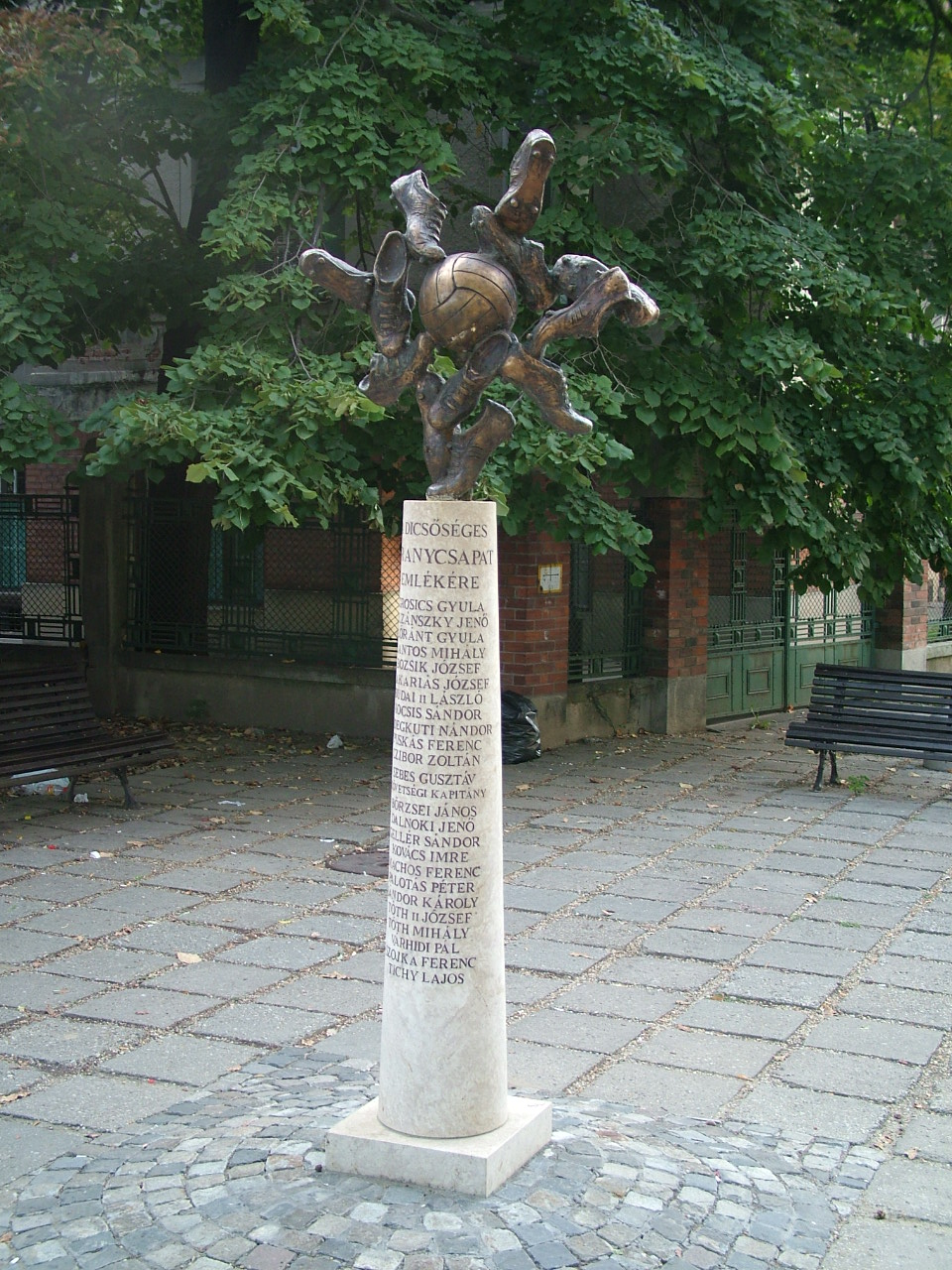
Goldene Elf (Skulptur von Márton Kalmár in Szeged)

Die Serie begann am 4. Juni 1950, als man in Warschau Polen mit 5:2 besiegte.
Den ersten großen Titel feierte diese sogenannte Wunderelf 1952 bei den Olympischen Spielen in Helsinki, als man im Finale Jugoslawien mit 2:0 besiegen und somit die Goldmedaille gewinnen konnte. Die Mannschaft gewann 4 Spiele mit gesamter Tordifferenz 20:2.
Den nächsten Erfolg verbuchten sie 1953, als sie den seit 1948 ausgetragenen Europapokal der Fußball-Nationalmannschaften gewannen – einen Vorläufer der Fußball-Europameisterschaft, an dem neben Ungarn Italien, Österreich, die Schweiz und die Tschechoslowakei teilnahmen. Das entscheidende letzte Spiel wurde am 17. Mai 1953 in Rom vor 80.000 Zuschauern mit 3:0 gegen Italien gewonnen. Puskás war mit zehn Toren Torschützenkönig des Wettbewerbs.

## Sieg in Wembley
Am 25. November 1953 folgte dann das vielleicht spektakulärste Spiel der Goldenen Elf, das man später nur noch das Jahrhundertspiel oder einfach nur Das 6:3 nannte. Ungarn traf im Wembley-Stadion auf die englische Fußballnationalmannschaft, die bis dahin noch nie ein Heimspiel gegen ein Team von außerhalb der britischen Inseln verloren hatte. Das Ergebnis war ein überlegener 6:3-Sieg (bei 35:5 Torschüssen!). Die Ungarn zeigten begeisternden Offensiv-Fußball. Formell trat Ungarn mit einer für die damalige Zeit Standard 3-2-5 Aufstellung an (auch WM-System genannt), aber durch das häufige Zurückfallen des Mittelstürmers Nándor Hidegkuti ins Mittelfeld, das Vorstoßen des Außenläufers József Bozsik ins Zentrum, und das Absichern Bozsiks durch den anderen Außenläufer József Zakariás ähnelte die Formation oft de facto einem 4-2-4 – einem zu diesem Zeitpunkt revolutionären Spielsystem, das später auch von der brasilianischen Fußballnationalmannschaft gespielt wurde. Die englische Fußballlegende Sir Stanley Matthews sagte nach dem Spiel: „Sie waren die beste Mannschaft, der ich je gegenüberstand. Sie waren die Besten aller Zeiten.“

## Weltmeisterschaft 1954
Die ungarische Nationalmannschaft reiste schließlich 1954 als Favorit zur Weltmeisterschaft in die Schweiz. Die Gruppenphase wurde problemlos überstanden, im zweiten Spiel die BR Deutschland mit 8:3 deklassiert. Im Viertelfinale besiegte man Vizeweltmeister Brasilien, im Halbfinale Weltmeister Uruguay jeweils mit 4:2. Im Endspiel in Bern traf man erneut auf die deutsche Mannschaft. In einem dramatischen Finale verloren die Ungarn völlig überraschend nach einer 2:0-Führung noch mit 2:3.

## Ende der Ära

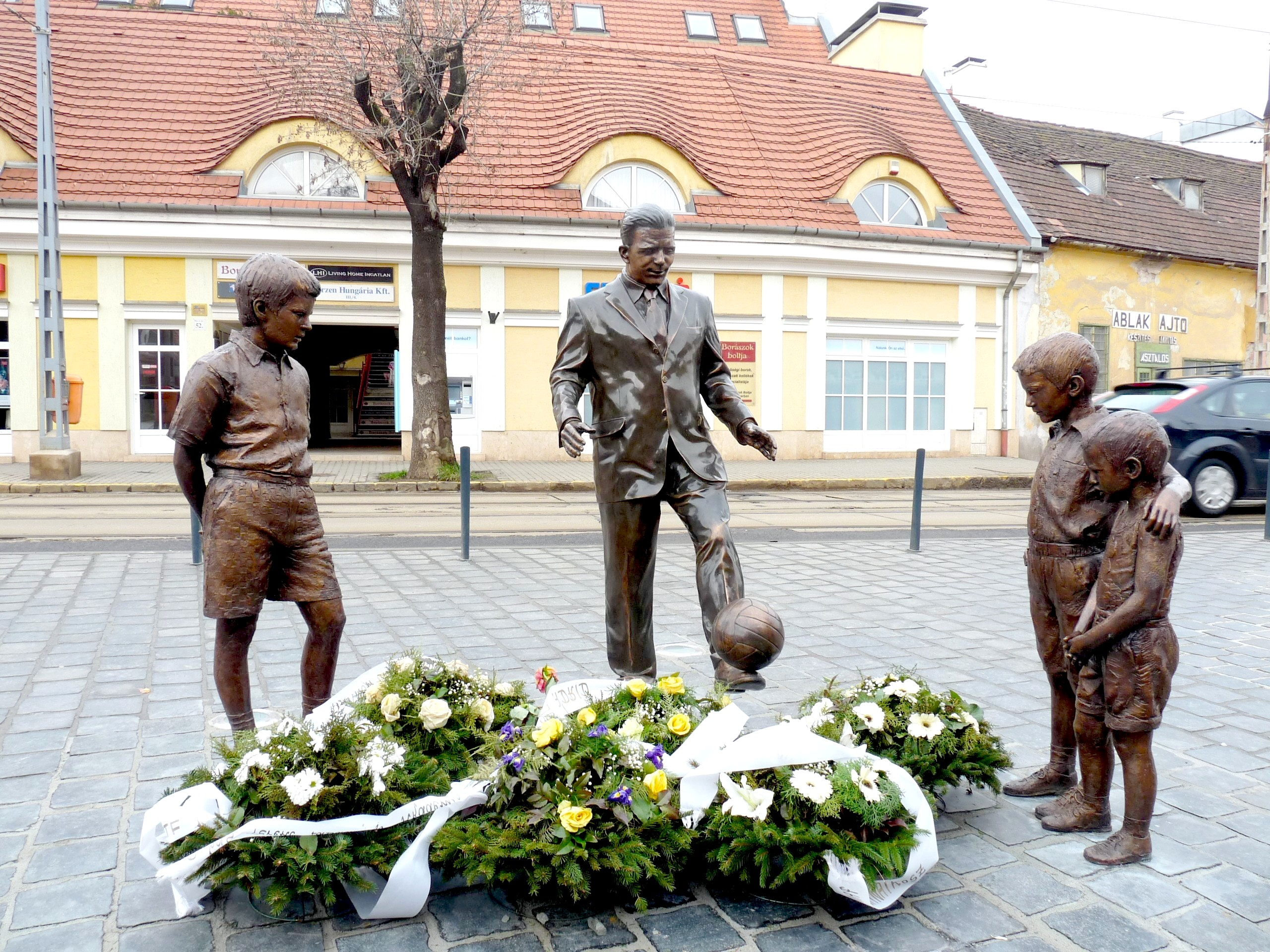
Statue von Ferenc Puskás zur Erinnerung an den Mannschaftskapitän der „Goldenen Elf“.
Die Skulptur wurde am 28. März 2013 in Budapest (III. Bezirk) enthüllt.

Die erste Niederlage der Goldenen Elf seit über vier Jahren löste in ganz Ungarn Enttäuschung und Verbitterung aus. Die Spieler wurden von der ungarischen Regierung schikaniert und mit Strafen bedroht. Angehörige der Spieler, wie etwa der Vater des Torhüters Gyula Grosics, verloren ihren Arbeitsplatz. Torwart Grosics musste Honvéd Budapest verlassen und in einem kleinen Provinzverein spielen. Dennoch begann die Elf einen erneuten Siegeslauf: Von den nächsten 19 Spielen gewann Ungarn 16 und spielte dreimal unentschieden. Die Serie setzte sich bis zum 19. Februar 1956 fort, als man gegen die Türkei verlor. Trainer Sebes wurde trotz dieser Serie im Juni 1956 entlassen und durch Márton Bukovi ersetzt. Infolge der Ereignisse nach der Niederschlagung des Volksaufstands in Budapest kehrten viele Spieler nicht mehr von einer Reise zu einem Auswärtsspiel von Honvéd Budapest bei Athletic Bilbao zurück, spielten fortan bei westeuropäischen, vor allem spanischen Vereinen und wurden für die Nationalmannschaft nicht mehr berücksichtigt. Bei der WM 1958 in Schweden war die Zeit der goldenen Elf bereits vorbei: Ungarn scheiterte in der Vorrunde.

## Politische Hintergründe
Nach Ende des Zweiten Weltkriegs rief die Regierung im Jahr 1949 die Volksrepublik Ungarn nach sowjetischem Vorbild aus. Im Rahmen von Zwangsrekrutierungen wurden auch professionelle Sportler in Staatsämter berufen. So waren beispielsweise alle Spieler des Budapester Klubs Újpest fortan Mitarbeiter des Innenministeriums und Polizeibeamte, die des Rivalen Honvéd des Militärs. Bereits vorher waren Spieler wie der Stürmer Gyula Zsengellér nach Italien gegangen, wo die dort ansässigen ungarischen Spieler sogar eine eigene Auswahl gründen wollten. Hauptgrund war zunächst die Möglichkeit auf eine bessere Bezahlung bei italienischen Vereinen gewesen. Der einzige Nationalspieler, der es beinahe geschafft hätte, die Volksrepublik zu verlassen, war der Verteidiger Sándor Szűcs. Ihm wurde daraufhin im Juni 1951 wegen Hochverrats der Prozess gemacht, anschließend folgte der Tod durch den Strang, was als Exempel für den Verrat am Land diente.
Auch das Ende der Siegesserie der goldenen Elf hatte weitreichende Folgen für alle Beteiligten. Viele Spieler verloren dem Regime verdankte Privilegien, Ferenc Puskás wurde bei Ligaspielen mit Honvéd gnadenlos ausgebuht. Selbst der Sohn des Trainers Sebes musste nach der WM Prügel einstecken. Torhüter Gyula Grosics, für viele der Hauptschuldige an der Niederlage gegen Deutschland, kam in Haft und wurde des Landesverrats beschuldigt. Später sprach ihn das Gericht wieder frei, dafür wurde er aber von Honvéd freigestellt und in die Provinz zum FC Tatabánya zwangstransferiert.
Nach dem Volksaufstand von 1956 reisten Puskas, Zoltán Czibor und Sándor Kocsis nach einem Auswärtsspiel bei Athletic Bilbao in Spanien nicht wieder nach Ungarn zurück und spielten fortan auch nie wieder für die Nationalmannschaft.

## Erwähnenswertes
- 42 Siege, 7 Unentschieden und eine Niederlage (WM-Endspiel 1954) vom 4. Juni 1950 bis 19. Februar 1956, d. h. 91 Prozent der Punkte nach der damaligen Zwei-Punkte-Regel
- 31 Spiele hintereinander unbesiegt vom 4. Juni 1950 bis 3. Juli 1954
- 4 Jahre und einen Monat lang unbesiegt vom 4. Juni 1950 bis 3. Juli 1954
- 73 aufeinanderfolgende Spiele, in denen jedes Mal mindestens ein Tor erzielt wurde; vom 10. April 1949 bis 16. Juni 1957
- 159 Tore durch das Stümerpaar Ferenc Puskás und Sándor Kocsis
- 84 internationale Treffer im 20. Jahrhundert durch Ferenc Puskás
- Meiste Treffer in einem WM-Turnier: 27 Tore (Durchschnitt von 5,4 Toren pro Spiel)
- Beste Tordifferenz in einem WM-Turnier: +17
- Bester Tor-pro-Spiel-Schnitt: Sándor Kocsis (2,2)
- Einer von drei Spielern, dem zwei Hattricks in einem WM-Turnier gelangen: Sándor Kocsis (außerdem Just Fontaine 1958 und Gerd Müller 1970)
- Nationaler ungarischer Rekord: Höchster Sieg einer ungarischen Elf: 12:0 gegen Albanien am 23. September 1950